# Ursula Werner
Ursula Werner (Eberswalde, 28 settembre 1943) è un'attrice e doppiatrice tedesca.

## Biografia
Ursula Werner crebbe nel quartiere berlinese Prenzlauer Berg. Nel collettivo "Wilma Rudolph" ad Adlershof imparò il mestiere di falegname. Agli studi nella scuola statale di recitazione a Berlino, l’odierna accademia Hochschule der Schauspielkunst Ernst Busch, seguirono i primi impegni nel teatro di Halle an der Saale e nel cabaret berlinese Die Distel. Dal 1974 al 2009 ha fatto parte della compagnia fissa del teatro Maxim Gorki a Berlino. Presso il DEFA, si ricorda in modo particolare il suo ruolo della dottoressa Unglaube nel film Ein irrer Duft von frischem Heu  (1977).
Dal 2001 al 2007 ha interpretato il ruolo di Frau Mell nella serie Schloss Einstein. Dopo alcune piccole parti al cinema e in televisione, Ursula Warner torna alla luce della ribalta nel 2008 con il ruolo da protagonista in Wolke 9 (Settimo Cielo) di Andreas Dresen, dove impersona una donna che, alla fine dei 60 anni, lascia il suo vecchio marito per un altro uomo anziano. Il film mostra che l’amore e il sesso in vecchiaia non si arrestano facilmente. Questa straordinaria performance le ha valso nel 2009 il Deutschen Filmpreis come Miglior Attrice Protagonista.
Nel 2010 ha ricevuto due premi dal Babelsberger Medienpreisen e dal GRAND OFF come Miglior Attrice per la sua interpretazione di Marianne nel cortometraggio di Philipp Dörings, Am anderen Ende. Nel 2012 ha interpretato il ruolo da protagonista nel pluripremiato cortometraggio di Dörings, Nagel zum Sarg.
Il cortometraggio Mädchenabend, dove ha recitato al fianco di Monika Lennartz, è stato premiato al "Max Ophüls Kurzfilmpreis 2012".
Il film Halt auf freier Strecke, al quale Ursula Werner ha collaborato, ha vinto come Miglior Film al Deutschen Filmpreis 2012. In più, il film per famiglie Wintertochter, con Ursula Werner nel ruolo da protagonista, ha vinto come Miglior Film per bambini.
Ursula Werner ha lavorato nel novembre del 2012 al film della ZDF Mandy will ans Meer.
Il 13 maggio 2012 ha debuttato alla prima di Du mein Tod al Münchner Kammerspielen e il 4 maggio 2013 in Bauern Sterben. Il 27 settembre 2013 ha recitato in Erklär mir, Leben.
A partire dal 19 settembre 2013 è entrata a far parte della produzione cinematografica internazionale Zwei Leben (Two Lives), nominato agli Oscar nella sezione dedicata al cinema tedesco. Inoltre è apparsa al cinema il 24 ottobre 2013 nel film per bambini Sputnik e, il 12 dicembre dello stesso anno, nel film Schwestern.
Ursula Werner abita a Berlino e ha tre figli.

## Autobiografia
- Ursula Werner: Immer geht's weiter. Casa editrice Das Neue Berlin, Berlino 2014, ISBN 978-3-360-02115-1

## Filmografia

### Cinema
- 1962: Wind von vorn
- 1967: Frau Venus und ihr Teufel
- 1969: Seine Hoheit – Genosse Prinz
- 1970: Netzwerk
- 1970: Weil ich dich liebe …
- 1974: Der nackte Mann auf dem Sportplatz
- 1977: Ein irrer Duft von frischem Heu
- 1977: Unterwegs nach Atlantis
- 1980: Glück im Hinterhaus
- 1981: Bürgschaft für ein Jahr (Deposito per un anno)
- 1981: Wäre die Erde nicht rund
- 1983: Insel der Schwäne
- 1985: Meine Frau Inge und meine Frau Schmidt
- 1988: Ich liebe dich – April! April!
- 1989: Grüne Hochzeit
- 1990: Die Übergangsgesellschaft
- 2000: Die Polizistin
- 2002: Hundsköpfe
- 2004: Saniyes Lust
- 2004: Oegeln
- 2004: Land´s End
- 2005: Willenbrock
- 2008: Narrenspiel
- 2008: Wolke 9 (Settimo cielo)
- 2008: Über Wasser gehen
- 2009: Am anderen Ende
- 2011: Unten Mitte Kinn
- 2011: Wintertochter (Germania/Polonia)
- 2011: Halt auf freier Strecke
- 2011: Ein Teller Suppe
- 2012: Mädchenabend
- 2012: Sicher ist nichts
- 2012: Nagel zum Sarg
- 2013: Zwei Leben (Two Lives)
- 2013: Sputnik
- 2013: Schwestern
- 2016: Die Hände meiner Mutter
- 2017: Sommerhäuser
- 2018: Der Junge muss an die frische Luft
- Quando Hitler rubò il coniglio rosa (Als Hitler das rosa Kaninchen stahl), regia di Caroline Link (2019)

### Televisione
- 1970: Fiete Stein
- 1972: Der Staatsanwalt hat das Wort: Alleingang (serie)
- 1973: Zement
- 1975: Broddi
- 1975: Polizeiruf 110: Ein Fall ohne Zeugen (serie)
- 1976: Die Trauerrede und andere heitere Begebenheiten
- 1976: Ein altes Modell
- 1977: Dantons Tod
- 1978: Ein Kolumbus auf der Havel
- 1978: Polizeiruf 110: Schuldig
- 1984: Drei Schwestern
- 1984: Ich liebe Victor
- 1985: Der verzauberte Weihnachtsmann
- 1986: Die Herausforderung
- 1987: Vater gesucht
- 1987: Jan Oppen
- 1987: Einzug ins Paradies
- 1987: Märchenzirkus
- 1988: Stunde der Wahrheit
- 1989: Polizeiruf 110: Drei Flaschen Tokajer
- 1990: König Phantasios
- 1991: Scheusal
- 1991: Lord Hansi
- 1998: Tatort: Money! Money! (serie)
- 2001: Liebesau – Die andere Heimat
- 2001–2005: Schloss Einstein
- 2010: Bloch – Verfolgt
- 2011: SOKO Leipzig – Geister (Squadra speciale Lipsia – Fantasmi)
- 2012: Mandy will ans Meer
- 2013: Hubert und Staller – Die ins Gras beißen
- 2013: Der Kriminalist – Bettelflug (Il commissario Schumann)
- 2014: In aller Freundschaft – Zug um Zug
- 2014: Bornholmer Straße
- 2018: In aller Freundschaft – Schuld und Sühne
- 2018: In aller Freundschaft – Alle guten Geister
- 2019: Tatort: Für immer und dich

## Programmi radiofonici
- 1973: Irene Rajala: Die Viehmagd und das Gespenst im Dorf – Regia: Walter Niklaus (programma radiofonico – Rundfunk der DDR)
- 1975: Lothar Kleine: Michael Gaismair oder Neun Sätze aus der Heiligen Schrift – Regia: Werner Grunow (programma radiofonico – Rundfunk der DDR)
- 1981: Alexander Kuprin: Olessja (Olessja) – Regia: Norbert Speer (programma radiofonico per bambini – Rundfunk der DDR)
- 1985 Gerhart Hauptmann: Vor Sonnenuntergang
- 1986: Michael Kautz: Gisa (Gisa) – Regia: Werner Grunow (programma radiofonico – Rundfunk der DDR)
- 1987: Georg Hirschfeld: Pauline (Pauline) – Regia: Werner Grunow (programma radiofonico – Rundfunk der DDR)
- 1988 Grubetsch
- 1991: Gerhard Rentzsch: Szenen aus deutschen Landen, eingeleitet und mit Zwischenberichten versehen über die Reise eines Mannes mit Pappkarton – Regia: Walter Niklaus (serie di programmi radiofonici: Augenblickchen Nr. 4 – DS Kultur/BR)
- 1996: Franz Zauleck: Olga bleibt Olga – Regia: Karlheinz Liefers (programma radiofonico per bambini – DLR Berlin)
- 2004: Holger Siemann: Mordspiel (voce al telefono) – Regia: Christa Kowalski (programma radiofonico di genere giallo – RBB)
- 2006: Peter Stamm:  Treibgut – Regia: Andrea Getto (programma radiofonico – RBB)
- 2010: Holger Siemann: Alles ist Erpel (Omi) – Regia: Gabriele Bigott (programma radiofonico - RBB)

## Doppiaggio
| Attrice               | Film/ Serie                                                                             | Ruolo         |
| --------------------- | --------------------------------------------------------------------------------------- | ------------- |
| Alicja Jachiewicz     | Wo das Wasser klar und das Gras noch grün ist                                           | Kuriatas Frau |
| Celia Imrie           | Mary Shelley's Frankenstein (Frankenstein di Mary Shelley)                              | Mrs. Moritz   |
| Dame Maggie Smith     | Quartett (Quartet)                                                                      | Jean Horton   |
| Dora Baret            | Sofia                                                                                   | Sofia         |
| Kathryn Card          | Drei kleine Biester (secondo doppiaggio per la televisione, 1997) (Mamma non ti posare) | Jonesy        |
| Natalja Arinbassarowa | Sehnsucht nach Djamila                                                                  | Djamila       |
| Pam Ferris            | Luther (serie televisiva)                                                               | Baba          |
| Veronika Forejtova    | Prinz Goldkörnchen                                                                      | Valentina     |
| Hannelore Bey         | Darf ich Petruschka zu dir sagen?                                                       | Charlotte     |

## Riconoscimenti
- 1989 Goethepreis der Stadt Berlin
- 2008 Candidatura al Bambi 2008 come Miglior Attrice internazionale e al European Film Awards 2008 come Miglior Interprete per Settimo cielo
- 2008 Prix Tudor Best Female Performance al Geneva Cinéma Tout Ecran
- 2008 Coup de Coeur al Festival del cinema di Cannes
- 2008 Bayerischer Filmpreis come Migliore Interprete per Settimo cielo; la spiegazione della giuria “L’eccellente attrice Ursula Werner ci ha concesso, nel film di Andreas Dresens Settimo Cielo, un sincero sguardo dell’amore e della sessualità nella vecchiaia. Il suo coraggioso, aperto e credibile lavoro ha mostrato allo spettatore che l’amore senza età esiste”
- 2009: Deutscher Filmpreis come Miglior Attrice protagonista per Settimo cielo
- 2010: GRAND OFF Filmpreis 2010 come Miglior Attrice per Am anderen Ende